# Ukumbi
Ukumbi ist ein Verwaltungsbezirk (englisch Ward) des Distrikts Kilolo in der tansanischen Region Iringa.

## Geografie
Ukumbi ist ein Bezirk auf dem südlichen Hochland von Tansania etwa 35 Kilometer Luftlinie südlich der Regionshauptstadt Iringa.  Der Bezirk grenzt im Norden an Lyamgungwe und Maguliwa, im Osten an Mtitu und Ng'uruhe, im Süden an Kibengu und im Westen an Mgama. Bei der Volkszählung 2022 lebten 14.280 Menschen in 3681 Haushalten auf einer Fläche von 211 Quadratkilometern.

## Gliederung
Der Bezirk besteht aus fünf Gemeinden (swahili Mtaa) mit 28 Orten (Kitongoji):
| Ukumbi - Iwangi - Kitonola - Luganda - Isimike | Kitowo - Uhanyana - Muhongola - Njiapanda - Kisengamkiva - Sekuse A - Sekuse B | Winome - Njiapanda - Kivalali - Igangilonga - Ganga - Kilimahewa | Mawambala - Kichangani A - Kichangani B - Kihesa A - Kihesa B - Kihesa C - Kipera - Uleling'ombe - Mwanzi | Masalali - Mlama - Masalali A - Mbeya - Ukumbi - Masalali B |

## Infrastruktur
- Gesundheit: In den Gemeinden Ukumbi und Kitowo liegt je eine staatliche Apotheke.[7][8]
- Bildung: Im Bezirk gibt es drei weiterführende Schulen.[9] Die Kitowo Secondary School und die Mawambala Secondary School sind staatliche Schulen,[10][11] die Ukumbi Secondary School ist eine Privatschule.[12] Alle drei bilden Tages- und Internatsschüler bis zur 4. Stufe aus.